# Мариуполь (ватерпольный клуб)
«Мариуполь» (укр. «Маріуполь»; прежние названия — «Азов», «Ильичёвец») — украинская команда по водному поло из города Мариуполя, основа мужской национальной сборной Украины. Двенадцатикратный чемпион Украины (1984, 1998—2000, 2002—2009). Многократный обладатель кубка Украины. Двукратный обладатель Кубка Адмиралов (2004, 2005).
Спонсором клуба был Мариупольский металлургический комбинат имени Ильича. В 2013 году после смены владельца комбинат прекратил финансирование, и команда оказалась перед угрозой роспуска. Проблему решил переход клуба под патронат городской администрации, в связи с чем команда сменила название на «Мариуполь».

## Тренеры
- Обединский, Александр Петрович — главный тренер
- Сидоренко, Александр Александрович — начальник команды
- Тереник, Алексей Михайлович — тренер